# Ouardigha
Ouardigha ou Ourdigha (en arabe: ورديغة, en berbère: Werdigha, ⵡⵔⴷⵉⵖⴰ) est une confédération tribale arabe marocaine jochemite. Les Ouardigha font partie de la confédération tribale plus large des Tadla et sont divisés en 3 grandes fractions : les Oulad Bahr Kbar, les Oulad Bahr Sghar et les Smaʿla.

## Origines
Les Ouardigha sont arabes, issues de la tribu Beni Jaber issue de la confédération des Jochem qui a migré en même temps que les Banu Hilal et sont leurs cousins. On retrouve également une famille nommé "Ouled al-Ouardighi" dans la ville de Chefchaouen, ces derniers sont issues de la tribu Ouardigha de la région de Tadla ayant migré au nord du Maroc.
Selon l’historien ʿAbd al-Hadi al-Tazi, les tribus Ouardigha tireraient leur nom de Ouardigha Dhât al-Himma, mère de ʿAbd al-Wahhâb, compagnon d’Abû Zayd al-Hilâlî. Elle aurait été l’épouse de Jâbir al-Hilâlî, chef des Arabes de l’émigration hilalienne, composée notamment des Banû Hilâl, Hawâzin, Banû Asad et Banû Jusham.

## Territoire

### Mode de vie
Le territoire des Ourdighi est facile d'accès, avec des oueds qui restent souvent secs la majeure partie de l'année. Ce terrain, adapté à la vie semi-nomade de la tribu, se compose de vastes espaces ouverts et de terres cultivables. Les Ouardighi organisent leur mode de vie en fonction des saisons : ils s'installent dans les zones à labourer pendant la période des labours (novembre à février), puis ils transhument de février à fin mai, suivant les pâturages pour leurs troupeaux. Enfin, durant la période des moissons en juin, ils rapatrient leurs animaux dans les chaumes.

### Réserves de phosphates
Khouribga est située sur le plateau des phosphates, une région distingué par une couverture sédimentaire de calcaires, de marnes et de phosphates intercalés. Ce plateau, d'une forme losangique, est délimité au nord-est par le Plateau Central, au nord-ouest par la Chaouia, au sud-ouest par les Rehamna et au sud-est par la dépression du Tadla. La région présente une topographie variée, avec des altitudes variant entre 500 et 1 000 mètres. L'exploitation du phosphate a débuté en mars 1921, après la découverte du minerai en 1912 .

### Transformations modernes
L'essor de l'industrie minière a eu des conséquences sur les Ouardigha, initialement semi-nomades, ont été confrontés à des changements dans leurs modes de vie traditionnels. En effet, l'urbanisation a entraîné une concentration de la population autour des centres miniers. De plus, l'exploitation du phosphate a attiré des investissements et des travailleurs d'autres régions, ce qui a intensifié la concurrence pour les ressources et les opportunités économiques.

## Histoire

### Sous les Almoravides et Almohades
Dès l’époque médiévale, les Ouardigha étaient reconnus pour leurs qualités martiales. Ils furent mobilisés à plusieurs reprises par les dynasties des Almoravides (XIe–XIIe siècles) puis des Almohades (XIIe–XIIIe siècles), pour prendre part aux conflits militaires en al-Andalus et aux campagnes de guerre sainte.

### Conflits tribaux à l’époque précoloniale
À une époque plus récente, mais toujours avant l’établissement du protectorat français, les Ouardigha se heurtèrent violemment à la tribu des Ouled Yaich, issue des Beni Amir et installée dans la région de Beni Mellal. Le différend portait sur l’accès aux pâturages des plaines fertiles de l’oued Oum Er-Rbia. Les Ouardigha, cherchant à imposer leur autorité, s’opposèrent aux Ouled Yaich et menèrent contre eux une razzia brutale, incluant des massacres, contre les enfants également, selon certaines traditions orales locales.

### Terre d'asile pour les opposants
Les Ouardigha sous les Alaouites, étaient connus pour offrir refuge et soutien aux fuyards et réfugiés politiques, comme ceux qui échappaient aux persécutions du pouvoir central ou à ses obligations. Ces réfugiés, en quête de protection face à la répression, trouvaient dans la tribu de Ouardigha un sanctuaire sûr où ils pouvaient recevoir à la fois un accueil chaleureux et des ressources matérielles. 

### Révolte contre l’autorité chérifienne (début du XIXe siècle)
Au début du XIXe siècle, la tribu se souleva sous la bénédiction de Larbi ben al-Maati contre le chef militaire Al-Ghazi Ben al-Madani. Cette rébellion se réalise dans un contexte de tensions plus larges entre le Makhzen (pouvoir central) et les tribus du centre du Maroc. Le sultan Moulay Slimane (1792–1822), informé de cette insubordination, adressa une lettre aux notables de Bejaâd pour condamner la révolte menée par les Ouardigha et leurs alliés des Cherkaoua. Une expédition militaire fut alors organisée pour rétablir l’ordre. 

### Pacification à l’époque coloniale
En 1913, seront pacifié les Ouardigha, les Smaala (branche des Ouardigha assez indépendante) et les Bani Khirane, par Hajj Mohamed ash-Sherqaoui, père de Abd al-Qader bel-Hajj Muhammad ash-Sharqaoui, Pacha de Boujad, par son ascendance, remontant a Omar Ibn al-Khattab.

#### Massacre de Oued Zem (1955)
Depuis l'exil du roi Mohammed V, le mécontentement grandissait dans tout le pays. Le 20 août 1955, une insurrection éclate dans la ville de Oued Zem, coïncidant avec l’anniversaire de l’exil du souverain. Déjà en révolte, la région des Ouardigha, regroupant également Bejaâd, Khouribga, et les tribus de la Smaʿla et des Beni Khirane passèrent à l'action en attaquant les colons français et soldats en poste. En réponse, les forces coloniales répriment brutalement la révolte, encerclant la ville, bombardant les quartiers et procédant à des exécutions sommaires. Des centaines de civils sont tués, et de nombreuses autres personnes sont arrêtées et torturées. Le massacre renforce la lutte pour l’indépendance et accentue la pression sur les autorités françaises, contribuant ainsi à accélérer le processus qui mènera à l’indépendance du Maroc en 1956.

## Composition tribale
La tribu Ouardigha est composée de 3 branches principales, et de plusieurs clans : 
- Awlad Bahr Kebir
  - Ahl Bir Mezoui
  - al-Kafaf
  - Bani Khalf
  - Boulanouar
- Awlad Bahr Sghir
  - Awlad Abdoune
    - Awlad 'Ali ben Abdoune
    - Awlad Amer ben Abdoune

  - Awlad Azzouz
  - Awlad Brahim[17]
  - Al-Mafassiss
  - Al-Foqarah
- Smaala[18]
  - Braksa
  - Ouled Fenan
  - Maadna

## Personnalités
- Mohamed Bastaoui, acteur marocains, originaire de Khouribga[19].
- Hussein ben Ali al-Ouardighi, ancien émir respecté de la région Tadla[20].
- Jawad El Yamiq, footballeur marocain, originaire de Khouribga[21].
- Achraf Hakimi, footballeur marocain, originaire de Khouribga[22].
- Mohamed ben Mbarek al-Ouardighi, Fqih et poète de la tribu[23],[24].
- Mouloudi ben ’Assou, issues des Smaala, martyr de la résistance marocaine et participant au Massacre de Oued-Zem (où il sera tué)[25].